# 中国再保险
中国再保险（集团）股份有限公司（港交所：1508）简称中再集团，於2003年由中华人民共和国财政部和中央汇金投资有限责任公司注资组建，前身為「中国再保险（集团）公司」，是中华人民共和国唯一的国有控股再保险集团公司，下辖6家子公司。

## 历史
1980年9月9日，中国再保险（香港）有限公司成立，董事长苑骅，总经理秦道夫，资本500万港元，其中中国人民保险公司占50%，中国保险公司占20%，太平保险公司占15%，香港民安保险公司占15%。设再保险部、会计部、人事部、临时分保部、电脑部等。
2000年，中国再保险（香港）有限公司改名为中国国际再保险有限公司，同年在香港上市，资产总值20.38亿港元。2009年8月改名为太平再保险有限公司。
中再集團官網資料顯示，中國再保險集團公司由中國財政部和中央匯金投資有限責任公司發起設立，註冊資本人民幣364.08億元，其中財政部持有15.09%的股份，中央匯金持有84.91%的股份。其經營範圍覆蓋了再保險、直接保險、資產管理、保險經紀、保險傳媒等領域。截至2012年底，中再集團控股6家境內子公司：中國財產再保險(以下簡稱中再產險)、中國人壽再保險、中國大地財產保險(以下簡稱大地保險)、中再資產管理、中國保險報業、華泰保險經紀。
現時業務在國內經營再保险、直接保险、资产管理、保险经纪、保险传媒等。
總部位於北京市西城区金融街11号中国再保险大厦。

## 子公司
- 中国财产再保险股份有限公司
- 中国人寿再保险股份有限公司
- 中国大地财产保险股份有限公司
- 中再资产管理股份有限公司
- 华泰保险经纪股份有限公司
- 中国保险报业股份有限公司